# Sjukvårdspartiet i Svenljunga
Sjukvårdspartiet i Svenljunga var ett lokalt politiskt parti i Svenljunga kommun, som bildades inför valet till kommunfullmäktige 2006. 
I kommunalvalet 2006 fick partiet 3,17 procent av rösterna vilket motsvarade 191 röster och erhöll därmed ett mandat i kommunfullmäktige.
Partiet ställde inte upp i kommunalvalet 2010.